# Ten Feet High
Ten Feet High er Andrea Corr's debutalbum som soloartist. Oprindeligt skulle det hedde Present, og det blev produceret af Nellee Hooper, og U2, Gwen Stefani, Madonna og Björk bliver også krediteret. Anne Dudley og Michael Jennings stod for strengearrangementet. Det blev udgivet d. 25. juni 2007 med singlen "Shame on You (to Keep My Love from Me)", som blev udgivet 18. juni 2007.
Alle sangene på albummet er komponeret af Andrea selv bortset fra coverversionen af Squeezes hit "Take Me I'm Yours".
Salgstallene har generelt været dårlige på trods af store salgsfremstød for albummet og generelt gode anmeldelser. Det lykkedes ikke at komme ind på hitlister i Europa og Australien hvor den toppede som #98 på Australisk ARIA Album Chart. Albummet nåede #38 i Storbritannien men røg hurtigt ud af hitlisten. Albummet solgte godt i Spanien, hvor det kom ind i top 10 i den første uge efter udgivelsen.

## Spor
Alle sange skrevet og komponeret af Andrea Corr, bortset fra "Take Me I'm Yours" af Chris Difford og Glenn Tilbrook. 
| Nr. | Titel                                                 | Længde |
| --- | ----------------------------------------------------- | ------ |
| 1.  | "Hello Boys"                                          | 2:51   |
| 2.  | "Anybody There"                                       | 3:19   |
| 3.  | "Shame on You (to Keep My Love from Me)"              | 3:59   |
| 4.  | "I Do"                                                | 2:06   |
| 5.  | "Ten Feet High"                                       | 3:23   |
| 6.  | "Champagne from a Straw"                              | 3:35   |
| 7.  | "24 Hours"                                            | 3:00   |
| 8.  | "This Is What It's All About"                         | 3:38   |
| 9.  | "Take Me I'm Yours"                                   | 3:08   |
| 10. | "Stupidest Girl In the World"                         | 3:42   |
| 11. | "Ideal World"                                         | 2:22   |
| 12. | "Shame on You (to Keep My Love from Me)" (Radio edit) | 3:36   |

| 13. | "Amazing" | 2:26 |

| 13. | "Shame on You (to Keep My Love from Me)" (Acoustisk version)        | 3:01 |
| 14. | "Shame on You (to Keep My Love from Me)" (Acoustisk sessions video) | 3:10 |

## Udgivelseshistorie
- Japan: 21. juni 2007
- Irland: 22. juni 2007
- Storbritannien/Europa: 25. juni 2007
- Canada: 26. juni 2007
- Finland: 27. juni 2007
- Tyskland: 29. juni 2007
- Østrig 23. juli 2007
- New Zealand 7. august 2007
- Spanien: 21. august 2007
- Portugal: 27. august 2007

## Charts
| Hitlister (2007)        | Højeste placeringer |
| ----------------------- | ------------------- |
| Australian Albums Chart | 98                  |
| French Albums Chart     | 128                 |
| German Albums Chart     | 86                  |
| Irish Albums Chart      | 24                  |
| Dutch Albums Chart      | 84                  |
| Swiss Albums Chart      | 42                  |
| Spanish Albums Chart    | 9                   |
| UK Albums Chart         | 38                  |

## REferencer
1. ↑  O'Brien, Jon. "Ten Feet High > Review". Allmusic. Hentet 19. juni 2009.
2. ↑  "Your London Reviews: Andrea Corr - Ten Feet High". IndieLondon.co.uk. Hentet 19. juni 2009.
3. ↑  "Andrea Corr Ten Feet High Album Review". Starpulse.com. Hentet 19. juni 2009.
4. ↑  Sandall, Robert. "Andrea Corr: Ten Feet High Review". The Times. 24 June 2007. Hentet 19. juni 2009.
5. ↑  "ARIA Top 100 Albums - Week Commencing 30th July 2007". ARIA Charts. Hentet 25. januar 2010.
6. ↑  "Discographie Andrea Corr". LesCharts.com. eMedia Jungen. Hentet 19. juni 2009. (fransk)
7. ↑  "Chartverfolgung / Corr, Andrea / Longplay" Arkiveret 26. september 2012 hos  Wayback Machine. MusicLine.de. PhonoNet. Hentet 19. juni 2009. (tysk)
8. ↑  "Discography Andrea Corr". Irish-Charts.com. eMedia Jungen. Hentet 19. juni 2009.
9. ↑  "Discografie Andrea Corr". DutchCharts.nl. Hung Medien. Hentet 19. juni 2009. (nederlandsk/hollandsk)
10. ↑  "Discography Andrea Corr". SwissCharts.com. Hung Medien. Hentet 19. juni 2009.
11. ↑  "Chart Stats: Andrea Corr". ChartStats.com. Hentet 19. juni 2009.